# 小挪威 (加利福尼亞州)
小挪威（英語：Little Norway）是位於美國加利福尼亞州埃爾多拉多縣的一個非建制地區。

## 地理
小挪威的座標為38°49′29″N 120°02′12″W / 38.82472°N 120.03667°W，而該地的平均海拔高度為2333米（即7326英尺）。